# Boettcheria mexicana
Boettcheria mexicana är en tvåvingeart som beskrevs av Guilherme A.M.Lopes 1950. Boettcheria mexicana ingår i släktet Boettcheria och familjen köttflugor. Inga underarter finns listade i Catalogue of Life.